# Wladimir Belli
Simone Biasci (Sorengo, Suïssa, 25 de juliol de 1970) és un ciclista italià, que fou professional entre 1992 i 2006.
Va pujar al podi en diverses proves per etapes d'una setmana, així va guanyar el Giro dels Apenins i el Giro del Trentino el 1996, a la Volta a Portugal va fer un 2n lloc el 1997 i un 3r el 1998, a la Volta a Suïssa un 3r lloc el 1998, 2000 i 2001), a la Volta al País Basc va fer 2n el 1999, al Tour de Romandia un 3r lloc el 1999 i el 2001, a la Dauphiné Libéré i a Setmana Catalana va fer 3r el 1999.
Pel que fa a les grans voltes el millor resultat va ser una 6a posició final al Giro d'Itàlia de 1997. A l'edició del 2001 va ser desqualificat per haver colpejat un espectador, que era cosí de Gilberto Simoni.

## Palmarès
- 1990
  - 1r al Girobio
  - 1r a la cronoescalada Gardone Val Trompia-Prati di Caregno
  - 1r al Gran Premi Capodarco
- 1991
  - 1r al Giro de la Vall d'Aosta
  - Vencedor d'una etapa del Tour d'Hainaut
  - 1r a la Coppa Fiera di Mercatale
  - Vencedor d'una etapa de la Volta a Xile
- 1994
  - 1r a la Settimana Ciclistica Bergamasca i vencedor de 3 etapes
- 1996
  - 1r al Giro dels Apenins
  - 1r al Giro del Trentino
- 1997
  - Vencedor d'una etapa de la Volta a Portugal
- 1998
  - Vencedor d'una etapa de la Volta a Portugal
- 1999
  - Vencedor d'una etapa del Gran Premi del Midi Libre
- 2000
  - 1r al Gran Premi Ciutat de Camaiore
  - Vencedor d'una etapa de la Volta a Suïssa

### Resultats al Tour de França
- 1996. 68è de la classificació general
- 1999. 9è de la classificació general
- 2001. 24è de la classificació general
- 2002. 45è de la classificació general

### Resultats a la Volta a Espanya
- 2000. 12è de la classificació general
- 2003. Abandona

### Resultats al Giro d'Itàlia
- 1993. 13è de la classificació general
- 1994. 12è de la classificació general
- 1995. Abandona
- 1996. 36è de la classificació general
- 1997. 6è de la classificació general
- 1998. 25è de la classificació general
- 2000. 7è de la classificació general
- 2001. Desqualificat
- 2002. Abandona
- 2003. 11è de la classificació general
- 2004. 7è de la classificació general
- 2005. 24è de la classificació general
- 2006. Abandona